# Кубок В'єтнаму з футболу 2016
Кубок В'єтнаму з футболу 2016 — (також відомий як Kienlongbank National Cup - оскільки головним спонсором турніру виступав Kienlongbank) 24-й розіграш кубкового футбольного турніру у В'єтнамі. Титул володаря кубка здобув Тхан Куангнінь.

## Перший раунд
| Команда 1      | Рахунок         | Команда 2          |
| -------------- | --------------- | ------------------ |
| 2 квітня 2016  |                 |                    |
| Біньфиок (2)   | 0:2             | Тхан Куангнінь     |
| Даклак (2)     | 0:1             | Камау (2)          |
| Сонглам Нгеан  | 2:0             | Санна Кханьхоа     |
| Намдінь (2)    | 1:0             | Фуєн (2)           |
| Донгнай (2)    | 1:2             | Фіко Тейнінь (2)   |
| КНК Куангнам   | 4:1             | КЛБ Бонгда Хюе (2) |
| Хоангань Зялай | 2:1             | Віеттел (2)        |
| Тханьхоа       | 1:1 дч пен. 5:3 | Хошимін Сіті (2)   |

## 1/8 фіналу
| Команда 1          | Рахунок | Команда 2        |
| ------------------ | ------- | ---------------- |
| 10 червня 2016     |         |                  |
| Намдінь (2)        | 1:0     | КСКТ Кантхо      |
| Хоангань Зялай     | 1:0     | СХБ Дананг       |
| КНК Куангнам       | 2:1     | Сайгон           |
| Бікамікс Біньзионг | 5:1     | Камау (2)        |
| Лонган             | 4:1     | Фіко Тейнінь (2) |
| Хайфон             | 2:1     | Сонглам Нгеан    |
| Тхан Куангнінь     | 2:0     | Донгтхап         |
| Ханой T&T          | 1:0     | Тханьхоа         |

## 1/4 фіналу
| Команда 1          | Заг.    | Команда 2      | 1-й матч | 2-й матч |
| ------------------ | ------- | -------------- | -------- | -------- |
| 14/29 червня 2016  |         |                |          |          |
| Намдінь (2)        | 1:3     | Ханой T&T      | 0:0      | 1:3      |
| Бікамікс Біньзионг | 8:4     | Хоангань Зялай | 5:3      | 3:1      |
| Хайфон             | 1:4     | КНК Куангнам   | 1:1      | 0:3      |
| Тхан Куангнінь     | 3:3 (ч) | Лонган         | 1:1      | 2:2      |

## 1/2 фіналу
| Команда 1              | Заг.    | Команда 2      | 1-й матч | 2-й матч |
| ---------------------- | ------- | -------------- | -------- | -------- |
| 20 липня/3 серпня 2016 |         |                |          |          |
| КНК Куангнам           | 5:7     | Ханой T&T      | 2:3      | 3:4      |
| Бікамікс Біньзионг     | 1:1 (ч) | Тхан Куангнінь | 1:1      | 0:0      |

## Фінал
| Команда 1          | Заг. | Команда 2 | 1-й матч | 2-й матч |
| ------------------ | ---- | --------- | -------- | -------- |
| 24/29 вересня 2016 |      |           |          |          |
| Тхан Куангнінь     | 6:5  | Ханой T&T | 4:4      | 2:1      |